# ルイス・デ・カストレサナ
ルイス・デ・カストレサナ・ロドリゲス（Luis de Castresana y Rodriguez, 1925年5月7日 – 1986年7月17日）は、スペイン・ビスカヤ県出身の著作家・ジャーナリスト・画家。スペイン語で執筆した。『もう一つのゲルニカの木』の著者として知られている。

## 経歴
両親ともにビスカヤ県・ビルバオ出身であり、父親は工場労働者だった。1925年、ルイス・デ・カストレサナはビスカヤ県・バリェ・デ・トラパガに生まれ、幼少時代にバラカルドに引っ越して公立学校で学んだ。11歳だった1936年にスペイン内戦が勃発し、妹とともに親元を離れてベルギーのブリュッセルに疎開した。14歳の時にバラカルドに戻ると、電気工、左官、フランス語翻訳、タイピスト、保険事務、英語通訳などとして働いた。1940年代には様々な仕事をしながら夜間に執筆活動を行い、16歳のときに最初の本を出版し、17歳の時に自身初の記事として、詩人のガブリエラ・ミストラルに関する記事を発表した。1953年には結婚してマドリードに移り、新聞や雑誌記事を書く傍らで、オランダ、オーストリア、イギリスの新聞の通信員、ラジオ・ネーデルラント、英国放送協会(BBC)などで働いた。その後アムステルダム大学に行ったこともあった。
1967年にはスペイン内戦時の疎開体験を『もう一つのゲルニカの木』として書き、スペイン国民文学賞（セルバンテス賞）を受賞した。スペイン内戦について国外で書かれた本は数多くあったが、敗者の側から記した本としては、スペインで初めて出版された本である。初版はわずか600部だったが、徐々に広まって多くの人々に読まれるようになり、最終的には版を重ねて数十万部の売り上げを記録した。英語、フランス語、バスク語、アラビア語などに翻訳され、1991年には狩野美智子訳で平凡社が日本語版を出版した。スペイン国外では大学のテキストとしても使用され、1969年にはペドロ・ラサガ監督が『もう一つのゲルニカの木』（小説と同名）という映画を製作した。1970年には『ラ・モンハ・アルフェレス』などで、スペイン王立アカデミーのファステンラス賞を受賞した。同年には『ある魔女の物語』でプラネータ賞の最終候補に残ったが、最終的にはアルゼンチン人作家のマルコス・アギニスが受賞した。1970年にはビルバオに戻り、『もう一つのゲルニカの木』の反響の大きさから、1972年には『「もう一つのゲルニカの木」の真実』という本を出版した。1986年7月17日、ビルバオで死去した。

## 作品

### 小説
- Cocktail de amor, circo y tragedia （マドリード、マシア・アロンソ社、1949年）
- Los Wallace somos así （ビルバオ＝マドリード、ラ・ナベ社、1950年）
- Nosotros los leprosos （ビルバオ、ESM出版、1950年）
- Gente en el hotel （マドリード、カリェハ出版、1951年）
- La posada del Bergantín （バルセロナ、カラルト出版、1953年）
- Un puñado de tierra （バルセロナ、カラルト出版、1955年）
- La muerte viaja sola （マドリード、カリェハ出版、1955年）
- The Sower （ロンドン、フォー・スクエア・ブックス社、1961年）
- La frontera del hombres （バルセロナ、プラサ&ハネス社、1964年）
- El otro árbol de Guernica （ビルバオ、エル・アレナル社、1967年）
  - 日本語訳『もう一つのゲルニカの木』狩野美智子訳、平凡社、1991年
- Adiós （マドリード、プレンサ・エスパニョーラ社、1969年）
- Retrato de una bruja （バルセロナ、プラネータ社、1970年）『ある魔女の物語』
- Orquídeas para la médium （ビルバオ、ラ・グラン・エンシクロペディア・バスカ社、1976年）
- Montes de hierro （ビルバオ、ラ・グラン・エンシクロペディア・バスカ社、1982年）
- El sembrador （ビルバオ、エル・コレオ＝エル・プエブロ・バスコ新聞社、1986年）

### 随筆
- Europa de punta a punta （ビルバオ、パウリナス出版、1960年）
- Inglaterra vista por los españoles （バルセロナ、プラサ&ハネス社、1965年）
- Medicina pintoresca y peripatética （ビルバオ、パウリナス出版、1985年）
- Elogios, asperezas y nostalgias del País Vasco （ビルバオ、ラ・グラン・エンシクロペディア・バスカ社、1968年）
- La verdad sobre El otro árbol de Guernica （ビルバオ、ラ・グラン・エンシクロペディア・バスカ社、1972年）『「もう一つのゲルニカの木」の真実』
- Do, re, mi y un poco de estética （ビルバオ、アマネセル社、1974年）
- Perfiles musicales （ビルバオ、アマネセル社、1974年）

### 短編
- El sepulturero （ビルバオ、アマネセル社、1946年）
- Cuentos del dolor de vivir （ビルバオ、R・ヒル社、1984年）
- Josechu y la señora （マドリード、1953年）
- Spaanse Verhalen （Utrech, Prisma Boeken, 1953年）
- Maite y otras fabulaciones vascas （マドリード、クニリェラ社、1972年）
- Nadie moría en Ceánuri （ビルバオ、ビルバオ市立貯蓄銀行出版、1973年）

### 伝記
- Dostoyevski （バルセロナ、カラルト社、1953年）
- Rasputín （バルセロナ、カラルト社、1956年）
- Neurotic or Saint （ロンドン、アキン・プレス、1962年）
- El Padre Pío de Pietralcina （エディシオネス・パウリナス、1962年）
- Catalina de Erauso, la monja alférez （マドリード、アフロディシオ・アグアド、1968年） 『ラ・モンハ・アルフェレス』
- José María de Iparraguirre （ビルバオ、ビスカヤ貯蓄銀行、1976年）

## 受賞
- 1967年 スペイン国民文学賞[3] - 『もう一つのゲルニカの木』
- 1970年 ファステンラス賞 - 『ラ・モンハ・アルフェレス』

## 文献
参考文献
- ルイス・デ・カストレサナ『もう一つのゲルニカの木』狩野美智子訳、平凡社、1991年

関連文献
カストレサナに関する伝記
- VVAA: Homenaje a Luis de Castresana, Colección Temas vizcaínos, año XIII, nº 150、ビスカヤ県、1987年
- Jacinto Fontes Ariño: El mundo vasco en la obra de Luis de Castresana, ビルバオ、ラ・グラン・エンシクロペディア・バスカ社、1972年
- José Gerardo Manrique de Lara: Luis de Castresana, escritor vasco en ejercicio, エル・リブロ・エスパニョール社、1975年、pp. 451-453